# Wils (restaurant)
Wils is een eetgelegenheid in Amsterdam van chef-kok Joris Bijdendijk. Het restaurant heeft sinds 29 maart 2021 een Michelinster.

## Locatie
Het restaurant is gevestigd in de Amsterdamse wijk Oud-Zuid in de voormalige Citroëngarage. Het gebouw staat op steenworp afstand van het Olympisch Stadion en huisvest naast Wils ook een bakkerij van dezelfde eigenaar. De eetgelegenheid is vernoemd naar de architect Jan Wils, hij ontwierp het gebouw en ook het naastgelegen stadion.

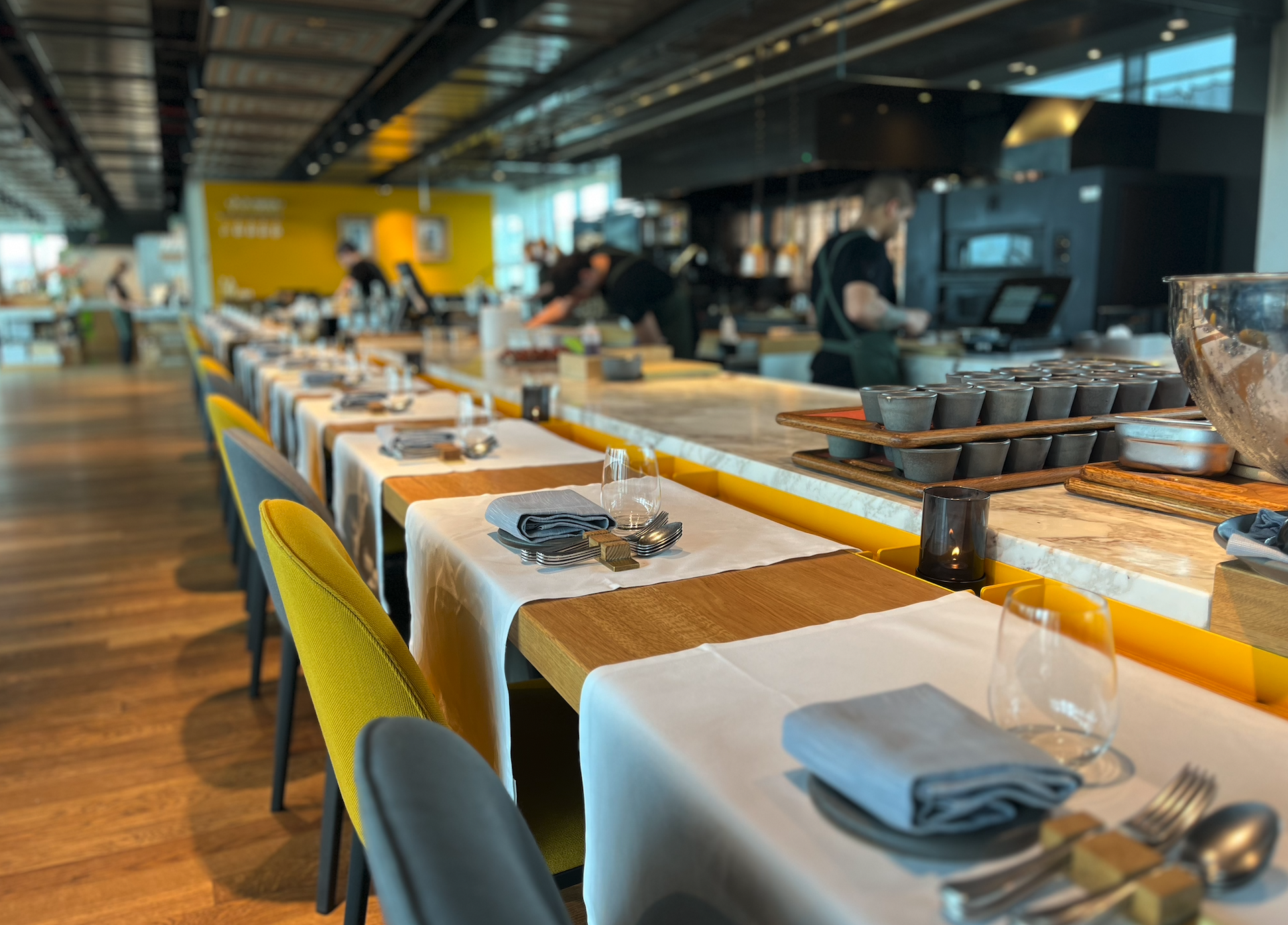
Het interieur van restaurant Wils in 2023.

## Geschiedenis
Chef-kok Joris Bijdendijk staat sinds de opening in 2014 aan het hoofd van het met een Michelinster onderscheiden restaurant RIJKS®. Op 7 oktober 2019 opent hij een tweede restaurant genaamd Wils. De keukenchef van het restaurant is Thomas Val, voormalig souschef van RIJKS.
Het restaurant kookt onder andere op open vuur. De chef-kok is geïnspireerd door het Olympische vuur dat in deze omgeving voor de Zomerspelen in 1928 brandde. Daarnaast is Bijdendijk opgegroeid met bereidingen door zijn ouders op een houtkachel.
De zaak hoort volgens de Nederlandse culinaire gids Lekker bij de beste 500 restaurants van Nederland. In maart 2021 werd Wils onderscheiden met een Michelinster. GaultMillau kende in 2024 het restaurant 14,5 van de 20 punten toe.